# Nieuw El Marg
Nieuw El Marg (Arabisch: المرج الجديدة)  is een metrostation in de Egyptische hoofdstad Caïro dat in mei 1999 werd geopend. 
Het station is het noordelijkste station van het metronet van Caïro en tevens het noordelijke eindpunt van metrolijn 1. Op 12 april 1989 werd de tot metro omgebouwde voorstadslijn tussen het centraal station en El Marg geopend, met een opstelterrein ten noorden van het eindpunt. In 1999 werd ten noorden van het opstelterrein metrostation Nieuw El Marg toegevoegd. Het station ligt onder een viaduct van de ringweg pal ten zuiden van de stadsgrens.  